# Point Lay
Point Lay is een plaats (census-designated place) in de Amerikaanse staat Alaska, en valt bestuurlijk gezien onder North Slope Borough.

## Demografie
Bij de volkstelling in 2000 werd het aantal inwoners vastgesteld op 247.

## Geografie
Volgens het United States Census Bureau beslaat de plaats een oppervlakte van
89,3 km², waarvan 78,9 km² land en 10,4 km² water.

## Plaatsen in de nabije omgeving
De onderstaande figuur toont nabijgelegen plaatsen in een straal van 188 km rond Point Lay.